# Kara Walkerová
Kara Elizabeth Walkerová (* 26. listopadu 1969 Stockton, USA) je afroamerická malířka, grafička, filmařka a autorka instalací, která se ve svém díle vyjadřuje k tématům rasy, pohlaví, sexuality, otroctví, násilí a černošské historie. Walkerová zkoumá americkou historii od otroctví až po současnost, nenavrhuje smířlivý pohled na minulost, místo toho pobízí diváka, aby zpochybňoval zavedené příběhy a zakořeněné mýty, používá satiru i karikaturu. Nejznámější jsou její nástěnné obrazy se siluetami vystřihovanými z černého papíru.
Od roku 2001 působí jako profesorka výtvarného umění na univerzitách v New Yorku a New Jersey. V roce 2007 časopis TIME zařadil Walkerovou do prestižního seznamu sta nejvlivnějších lidí na světě. 

## Život
Narodila se v roce 1969 ve městě Stockton v Kalifornii, kde její otec Larry Walker vyučoval malbu na Pacifické univerzitě. Když jí bylo 13 let, otec přijal místo na státní univerzitě v Atlantě a rodina se přestěhovala do města Stone Mountain v Georgii. Přechod z tolerantní, multikulturní Kalifornie do prostředí, kde stále přetrvávaly rasové předsudky, znamenal pro Karu Walkerovou kulturní šok. 
Studovala malbu a grafiku na umělecké škole v Atlantě a už tehdy se zaměřila na rasovou problematiku. V roce 1991 získala bakalářský titul v oboru malby a grafiky. Poté absolvovala postgraduální studium na Rhode Island School of Design (RISD) v Providence, které úspěšně zakončila v roce 1994 s titulem magistry umění. Tam se její práce rozšířila o sexuální i rasová témata založená na zobrazeních Afroameričanů v umění, literatuře a historických vyprávěních. V roce 1994 debutovala nástěnnou malbou v Drawing Center v New Yorku s názvem „Gone: An Historical Romance of a Civil War as It Happen Between the Dusky Thighs of One Young Negress and Her Heart“. (Je to pryč: Historická romance z občanské války, jak se odehrála mezi tmavými stehny jedné mladé černošky a jejím srdcem). Tato první instalace, při které použila svou metodu vystřihovaných figur z černého papíru na bílém podkladě, zaznamenala velký divácký úspěch. Stala se odrazovým můstkem pro spolupráci s významnou galerií Wooster Gardens a zahájila kariéru umělkyně vyjadřující se na téma rasy a rasismu. V roce 1998 se stala nejmladším držitelem prestižní MacArthurovy ceny udělované za mimořádnou originalitu a kreativitu v různých oborech činnosti.  Přes své úspěchy Walkerová musela čelit také ostré kritice proti brutálnímu a sexuálně otevřenému obsahu některých prací, jako byl například cyklus akvarelů s názvem Negress Notes (Brown Follies, 1996–97).  V roce 1997 skupina starších afroamerických umělců kritizovala Walkerovou za to, že ve svém umění používala to, co považovali za černošské stereotypy, a dokonce se pokusila zorganizovat bojkot její práce.
V roce 1996 se provdala za návrháře šperků německého původu a profesora RISD Klause Bürgela, se kterým má dceru Octavii (*1997).  Pár se rozešel a jejich rozvod byl dokončen v roce 2010. ‎‎ Od roku 2017 Walkerová žije s fotografem a filmařem ‎‎Arim Marcopoulosem‎‎. ‎Spolupracovali na knihách, brožurách a výstavách. 
V letech 2001–2015 Walkerová působila jako profesorka výtvarného umění na Kolumbijské univerzitě. Od roku 2015 působí jako profesorka vizuálního umění na Mason Gross School of the Arts, která je součástí Rutgersovy univerzity v New Jersey. V roce 2012 byla zvolena do ‎‎Americké akademie umění a literatury‎‎. ‎‎V roce 2018 byla jmenována členkou Americké filozofické společnosti. 

## Tvorba
‎Walkerovou proslavily především panoramatické instalace‎‎ siluet z řezaného papíru, obvykle černých postav proti bílé zdi, které se zabývají historií amerického otroctví a rasismu prostřednictvím násilných a znepokojujících obrazů. Technika siluety jí umožňuje přenést nápady do jiných médií, jako jsou leporela a umělecké knihy nebo krátké animované filmy. ‎‎ Vytvořila také díla v ‎‎kvaši‎‎, ‎‎akvarelu‎‎, video animace, stínové loutky, světelné projekce a monumentální sochařské instalace. Jako speciální projekt benátského bienále 2015 byla Walkerová vybrána jako režisér, scénograf a kostýmní výtvarník pro inscenaci opery Norma Vincenza Belliniho  v Teatro La Fenice.  V roce 2017 vytvořila na obřích listech papíru díla plná vzpoury s charakteristickými siluetami, které dokumentují rasovou historii Ameriky, od dětí otroků uvězněných na vrcholu stromu s konfederační vlajkou, přes muže v hábitech Ku–klux–klanu, hákové kříže až po několik zobrazení Donalda Trumpa.  Nejnovější projekty zahrnují instalace založené na světle a projekci, které integrují stín diváka do obrazu, čímž se stává dynamickou součástí díla.
K jejím dílům z let 2020–2021 patří cyklus kreseb Kniha hodin (Book of Hours), které vytvořila během pandemie Covidu 19. Procházejí řadou časových období, od scén biblického a mytologického původu přes obrazy historického násilí až po další, které naznačují novější politické spory. Vysoce osobní povaha těchto snímků zachycuje její reakci na průnik minulosti a současnosti jako způsob, jak pochopit současnou politickou realitu.

### Významná díla
- 1994 Gone: An Historical Romance of a Civil War as It Happen Between the Dusky Thighs of One Young Negress and Her Heart (Je to pryč: Historická romance z občanské války, jak se odehrála mezi tmavými stehny jedné mladé černošky a jejím srdcem) – první nástěnná instalace s vystřihovanými figurami, soubor znepokojivých scén zasazených do otrokářského prostředí amerického jihu – Muzeum moderního umění New York
- 1995 The End of Uncel Tom and the Grand Allegorical Tableau of Eva in Heaven (Konec strýčka Toma a velkolepý alegorický obraz Evy v nebi) – nástěnná instalace na oválné zdi jako panorama se siluetami v životní velikosti. Volně inspirováno románem Chaloupka strýčka Toma odkazuje na události, které provázely rasovou nerovnost na americkém jihu – Muzeum moderního umění ve Fort Worth
- 1996 Bez názvu (John Brown) – kvaš sépiové barvy, na kterém se polonahý John Brown před svou popravou odvrací od černošské matky s dítětem ostře kontrastuje s tradiční legendou provázející toto setkání – Brooklynské muzeum, New York
- 1999 No mere words can Adequately reflect the Remorse this Negress feels at having been Cast into such a lowly state by her former Masters and so it is with a Humble heart that she brings about their physical Ruin and earthly Demise (Žádná slova nedokážou adekvátně vyjádřit lítost, kterou tato černoška pociťuje, když byla svými bývalými Mistry uvržena do tak nízkého stavu, a tak s pokorným srdcem způsobuje jejich fyzickou zkázu a pozemský zánik) – nástěnná instalace mezi černými siluetami lidských postav se na tmavém pozadí objevují zářivě bílé labutě, které mají ke krku připevněny černé siluety lidských hlav – Muzeum moderního umění San Francisco
- 2001 Darkytown Rebellion – nástěnná instalace, při které Walkerová experimentuje se světelnými efekty. Na stěny rohové místnosti s černými siluetami lidských postav je promítáno barevné světlo a stíny návštěvníků se mísí s fiktivními figurami ve scéně rebelie inspirované kresbami afroamerických naivních umělců z 19. století – Muzeum moderního umění Velkovévody Jana, Luxemburg
- 2006 Pitoresque (Pitoreskní) – na pěti panelech o rozměrech 122 x 153 cm vytvořila příběh z pomyslné otrokářské plantáže, upozorňující na rasové nerovnosti [7]
- 2014 A Subtlety, or the Marvellous Sugar Baby (Delikatesa aneb Báječná cukrová kočka) – obrovská socha kočky (23 metrů dlouhá,11 metrů vysoká a 8 metrů široká) z bílého cukru, melasy a pryskyřice v pozici sfingy evokovala rasistický stereotyp černé mámy (vychovatelky bílých rodin) s vyčnívajícími genitáliemi. Bílý cukr vyráběli černošští otroci za těžkých podmínek, které způsobovaly úrazy a také ztráty na životech. Socha byla umístěna v bývalém cukrovaru v Brooklynu. Dílo, bohaté na historický význam, nás upozorňuje na geopolitické okolnosti, které vyvolaly a nadále udržují sociální, ekonomickou a rasovou nespravedlnost.[10] Továrna i umělecké dílo byly zbořeny po ukončení výstavy v červenci 2014, jak bylo předem plánováno.
- 2018 The Katastwof Karavan – pro Trienále Prospect 4 v New Orleansu v Louisianě vytvořila Walkerová ocelový vůz s parním kaliopem, hudebním nástrojem používaným na parnících a při karnevalech v 19. století. Stěny vozu jsou ozdobeny typickými siluetami, které zobrazují otrokářské násilí. Dílo vytvořila jako dočasný památník v Algiers Point, místě ve městě podél řeky Mississippi, které kdysi sloužilo jako záchytná oblast pro zotročené Afričany.[11]
- 2019 Fons Americanus (Americká fontána) – dílo bylo inspirováno památníkem královny Viktorie před Buckinghamským palácem v Londýně. Walkerová zkoumá vzájemně propojené historie Afriky, Ameriky a Evropy. Vodu používá jako klíčové téma, odkazuje na transatlantický obchod s otroky a ambice, osudy a tragédie lidí z těchto tří kontinentů – Tate Modern, Londýn [12] [13]

## Výstavy
V roce 2006 Metropolitní muzeum umění v New Yorku představilo její výstavu s názvem Po potopě, která byla částečně inspirována devastací způsobenou předchozím rokem hurikánem Katrina v New Orleansu.
Velkou samostatnou výstavu jejích prací uspořádalo Walkerovo umělecké centrum v Minneapolisu roku 2007 (17. únor – 13. květen) pod názvem Kara Walker: My Complement, My Enemy, My Oppressor, My Love. Výstava putovala po dalších městech:
- Musée d'art moderne de la ville de Paris, Paříž (20. červen – 9. září 2007))
- Whitney Museum of American Art, New York, USA (11. říjen 2007 – 3. únor 2008))
- UCLA Hammer Museum, Los Angeles, USA (17. únor – 11. květen 2008).Kara Walkerová: Americká fontána (2019, Tate Modern, Londýn)

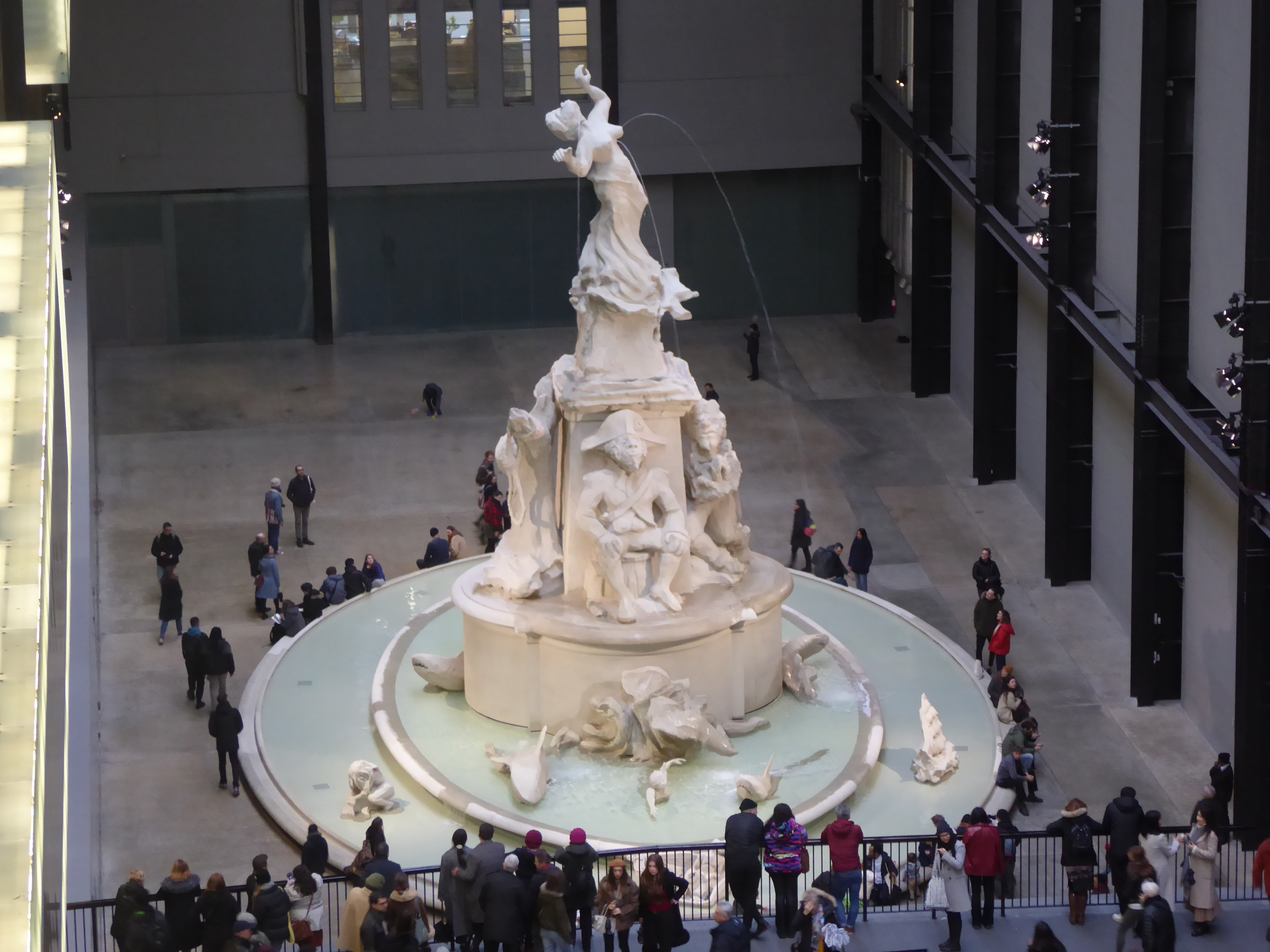
Kara Walkerová: Americká fontána (2019, Tate Modern, Londýn)

Následovala řada dalších samostatných výstav včetně Muzea moderního umění v San Franciscu, Tate v Liverpoolu, Art Institute v Chicagu, Kunstmuseum v Basileji.
Prvním veřejným projektem Walkerové byla velká sochařská instalace, která byla několik měsíců k vidění v bývalé továrně na cukr Domino v Brooklynu v létě 2014. Ze 40 tun cukru, vody a pryskyřice vytvořila obří sfingu s šátkem na hlavě, dílo, kterým chtěla upozornit na špatné zacházení s lidmi, především dělnicemi z továren a škody způsobené rasovými stereotypy. Dílo se stalo senzací na internetu, davy návštěvníků si pořizovaly selfie jako s nějakou turistickou atrakcí. Rozpor mezi záměrem s vyzněním díla a jeho přijetím veřejností vedl Walkerovou k tomu, že nechala pořídit filmové záběry z výstavy, na kterých bylo zachyceno chování těchto davů a ty pak promítala v galerii. Walkerová se stala mediální tváří černošských umělců, veřejně známou osobností.
V roce 2019 Walkerová vytvořila na zakázku pro Hyundai velkou veřejnou sochu v podobě čtyřpatrové fontány, která byla instalována ve vstupní hale galerie Tate Modern v Londýně. 